# Azione di esecuzione
L'azione (civile) spetta ad un soggetto giuridico per la realizzazione di un diritto soggettivo di cui lo stesso è titolare.
Tra i vari tipi di azioni nominate annoveriamo, tra le altre, l'azione esecutiva.
Essa è da intendersi quale azione destinata a realizzare, qualora non vi sia l'adempimento spontaneo del debitore, l'ottemperanza al giudicato - o al titolo esecutivo più in generale - tramite un adempimento coattivo o forzoso, garantito dall'ordinamento giuridico.
L'azione di esecuzione del giudicato è dunque un particolare tipo di azione esecutiva, che assolve ad una funzione di tutela cosiddetta “conformativa”, fondata su un principio costituzionale: il principio della effettività della tutela giurisdizionale dei diritti e degli interessi legittimi dei cittadini, correlato alla garanzia di cui all'art. 24 della Costituzione.
L'azione esecutiva si realizza mediante il processo esecutivo che – così come quello di cognizione, nel quale è prevista la forma della sentenza anche per stabilire la regolarità del procedimento e la conseguente possibilità della pronuncia in merito – rappresenta l'esigenza di porre in essere una sequenza procedimentale e legale di atti governati dal Giudice.
Il processo di esecuzione, quale procedura esecutiva individuale, va distinto dalle procedure concorsuali e da quelle collettive (class action).
Il processo esecutivo è in sostanza rivolto alla soddisfazione dell'interesse del creditore, che deve ottenere la soddisfazione dei propri interessi nel quadro e con le garanzie dell'ordinamento giuridico, con le modalità previste dal giudice. Si affianca al processo di cognizione, diversamente rivolto all'accertamento del diritto, all'ottenimento di una sentenza di condanna ovvero alla costituzione, modificazione o estinzione di un rapporto giuridico.
Il processo esecutivo presuppone l'esistenza di un valido titolo esecutivo.
Il processo esecutivo, e perciò l'azione esecutiva che con esso si esercita, è imperniato, come è noto, sul titolo esecutivo, il quale – costituendo la condizione necessaria perché sia fornita la tutela giudiziaria esecutiva – elimina ulteriori indagini immediate di accertamento.
Esiste, però, un sistema di tutela – non solo per il debitore, ma anche per il creditore e per qualsiasi terzo che possa essere coinvolto nell'esecuzione – al fine di stabilire se l'azione esecutiva sia esercitata:
- a) a tutela di un diritto esistente e dai (e contro i) soggetti legittimati;
- b) secondo le regole che ne disciplinano lo svolgimento;
- c) sui beni del debitore (ovvero dei terzi legittimamente assoggettati all'esecuzione).

Tale sistema di tutele è rappresentato delle opposizioni esecutive (all'esecuzione, agli atti esecutivi, di terzo all'esecuzione), le quali costituiscono «rimedi giudiziali di fronte ad esecuzione minacciata o pendente, la quale sia materialmente o processualmente illegittima, e introducono processi di cognizione strutturalmente autonomi rispetto al processo di esecuzione, ma funzionalmente ad esso collegati, in quanto destinati a produrre effetti sul suo corso». Esse dunque non possono proporsi prima dell'inizio dell'esecuzione né quando l'esecuzione sia terminata.
Inoltre l'opposizione agli atti, e solo essa, non si risolve un semplice incidente del processo esecutivo, ma in un vero e proprio giudizio (incidentale) di cognizione.
Il processo esecutivo si conclude normalmente con l'espropriazione forzata.

## L'esecuzione forzata
L'esecuzione forzata in generale costituisce una forma di tutela giurisdizionale che mira alla realizzazione coattiva, per il tramite del giudice dell'esecuzione, dei diritti (previamente e formalmente accertati nel titolo esecutivo) sulla base delle norme poste nel libro terzo del codice di procedura civile, in quanto il debitore non ha prontamente dato esecuzione spontanea alla propria obbligazione oppure ha manifestato intento contrario.
L'esecuzione forzata è volta, quindi, a ottenere un risultato uguale o equivalente a quello che avrebbe dovuto porre in essere spontaneamente un altro soggetto, in attuazione di un obbligo giuridico.
Il libro quarto e sesto del codice civile ne disciplinano invece gli aspetti sostanziali, mentre per quanto riguarda l'esecuzione del giudicato amministrativo esistono regole particolari a cui si rinvia.
Autorevole dottrina ha ritenuto che nel processo di esecuzione il giudice gestisce un contraddittorio solo eventuale, che si instaura a seguito di opposizione, per cui in effetti la tutela del debitore ne risulterebbe normalmente attenuata.
Una tesi contrapposta sostiene invece che il giudice della esecuzione prima di compiere qualunque scelta procede alla audizione delle parti, onde per cui l'organo giurisdizionale si trova sempre in una posizione di garanzia e tutela e l'azione non sarebbe unilaterale.
L'esecuzione forzata, in sintesi, è funzionale al raggiungimento di quanto è stato accertato in sede giurisdizionale, all'interno del processo di cognizione, oppure di quanto è riconosciuto in un titolo esecutivo stragiudiziale.

## Il processo
In entrambi i casi il processo di esecuzione ha natura autonoma rispetto a quello di cognizione e si introduce mediante domanda giurisdizionale specifica rivolta agli organi della esecuzione.
Nei casi di esecuzione forzata generica, al di fuori delle ipotesi di esecuzione specifica cioè, si incide sul patrimonio del debitore esecutato, i cui beni verranno destinati al soddisfacimento delle ragioni del creditore in quanto il debitore medesimo è posto in posizione di soggezione.
Esso si volge tra le due o più parti private (creditori e debitore) e coinvolge non solo il giudice, ma anche altri soggetti processuali pubblici nella veste di organi dell'esecuzione (il cancelliere, l'ufficiale giudiziario che addirittura ha una funzione propulsiva, il custode, lo stimatore, l'incaricato della vendita all'incanto).
Sono parti private oltre al debitore il terzo assoggettato alla esecuzione per il caso in cui il debitore principale non adempia e, ex latere creditoris, i creditori intervenuti che spiegano domanda accessoria rispetto al creditore procedente.
Nel processo esecutivo si applicano i principi generali dell'impulso di parte e della disponibilità dell'oggetto della domanda, per cui esso è introdotto dal creditore che esercita l'azione sia proponendo il pignoramento sia introducendo in alternativa la domanda di accertamento dell'obbligo di fare sia, ancora, promuovendo l'intervento dell'ufficiale giudiziario per la consegna del bene mobile o il rilascio del bene immobile.
È il creditore che delimita le modalità di esercizio del diritto, scegliendo tra le varie modalità di esecuzione.
Si ritiene che il precetto sia solo atto prodromico, avente per alcuni anche effetti interruttivi della prescrizione, e che l'esecuzione abbia inizio solo col pignoramento.
L'attività preparatoria consiste principalmente nella notificazione al debitore del titolo esecutivo e del precetto, che è un atto di parte nell'ambito del quale vengono indicati, in modo dettagliato, gli importi dovuti, con l'avvertimento che, se gli importi indicati nell'atto non vengono pagati entro il termine di 10 giorni, si procederà a esecuzione forzata.
Il processo esecutivo, che si struttura per fasi autonome a cui sono ricollegate precise preclusioni processuali per il caso in cui eventuali vizi non fossero fatti valere per tempo, termina con la fase satisfattoria che può coincidere con la distribuzione del ricavato della vendita dei beni del debitore oppure, nel caso di esecuzione specifica, con il compimento della attività materiale (di fare, di rilasciare, di tollerare) richiesta dal titolo esecutivo.
Caratteristica propria del processo esecutivo è la mancanza di una fase istruttoria diretta al reperimento e raccolta delle prove.
Autorevole dottrina ritiene che il processo esecutivo termini con la definitiva stabilizzazione del rapporto sottostante, a seguito della decorrenza dei termini per proporre opposizione avverso l'atto finale.
L'azione esecutiva di regola si prescrive con il prescriversi del diritto sostanziale che si intende soddisfare; deve però tenersi conto della circostanza che l'azione esecutiva è riferita al titolo esecutivo, che consacra formalmente il diritto sostanziale; cosicché un credito consacrato in una sentenza passata in giudicato si prescrive in dieci anni, anche se il diritto era connesso ad una prescrizione breve, in conformità all'art. 2953 c.c..
Le condizioni di esercizio della azione esecutiva sono indicate dall'articolo 474 cpc, in particolare la regola nulla executio sine titulo, per cui il titolo esecutivo deve esistere al momento dell'inizio della azione e permanere durante tutto lo svolgimento del processo nelle mani del creditore principale procedente. Recenti modifiche al cpc hanno difatti ridotto (art. 499 cpc) la latitudine di interventi di creditori intervenienti sine tutulo.
Il titolo esecutivo è condizione necessaria e sufficiente per promuovere l'azione esecutiva, e non può essere concettualmente ridotto ad una teoria unitaria.
Ai sensi dell'art. 474 cpc il credito sottostante al titolo deve esse certo, liquido ed esigibile.
Il diritto romano già conosceva specifiche ipotesi di processo esecutivo (manus iniectionem iudicati, manus iniectio ex lex furia testamentaria, ex lex Marcia , per pignoris capionem, etc).
L'azione esecutiva si distingue da quella revocatoria che invece "ha finalità cautelare e conservativa del diritto di credito e che consiste nel potere attribuito al creditore di far dichiarare inefficaci nei suoi confronti determinati atti di disposizione sul patrimonio del debitore, i quali rechino pregiudizio alle sue ragioni, nel senso che il bene non torna nel patrimonio del debitore, conservando l'atto la sua validità, ma resta soggetto all'aggressione del solo creditore istante nella misura necessaria a soddisfare le sue ragioni" (Cass. n. 01804 /2000 e Cass. n. 08419 /2000); l'azione revocatoria è priva di effetti restitutori e l'inefficacia va intesa solo ed esclusivamente nel senso che il vittorioso esperimento dell'azione evita che il bene in questione venga sottratto all'aggressione esecutiva del creditore attore; essa giova solo al creditore od ai creditori che hanno esercitato l'azione.
Un'altra differenza è che la revocatoria può essere proposta anche a tutela di crediti eventuali, o anche di semplici ragioni di credito, anche se oggetto di contestazione in giudizio, delle quali non è necessario il preventivo accertamento giudiziale